# Солински партизански одред
Солински народноослободилачки партизански (НОП) одред  је био партизанска јединица у саставу Народноослободилачке војске и партизанских одреда Југославије током Другог светског рата у Хрватској.

## Историјат
Формиран је 11. августа 1941. на Билом куку изнад Солина, по одлуци Покрајинског комитета Комунистичке партије Хрватске за Далмацију од 7. и 8. августа 1941. На позив Мјесног комитета Комунистичке партије Хрватскеза Солин за одред се 10. августа 1941. јавило 215 чланова Комунистичке партије, кандидата, чланова СКОЈ и симпатизера, углавном, радника солинског басена. Због помањкања оружја, формиран је одред од 72 борца организован у три вода, док је 20 бораца требало да се прикључи Сплитском НОП одреду, а 13 бораца да се упути у Каштеланско-трогирски НОП одред, који су формирани у исто време. Два вода су, после формирања кренула за планину Динару, док је трећи са Штабом одреда заостао ради извлачења муниције, и кренуо нешто касније, па на путу изгубио везу. Прва два вода су сутрадан 12. августа 1941. нападнута од усташа код села Сушци. Пошто су изгубили два борца, главнина Одреда се повукла. Наредне ноћи сав Одред се повратио у рејон Сплита и ту се базирао. У солинском басену, у веома тешким условима, Одред је наставио с акцијама; дејствујући по групама, претежно је изводио диверзије и саботаже. Извршио је препад на карабинијерску станицу Солина, порушио телефонско-телеграфску линије у дужини од 1 км дуж пута Солин—Клис (1/2. октобра 1941); поновно је 4. октобра порушио телефонско-телеграфске линије код Рупотина; у част дана октобарске револуције порушио је телефонско-телеграфске линије и напао италијанску колону 6. и 11. октобра код Рупотина (погинуло 9, а рањена 3 италијанска војника). У децембру Одред има 86 бораца, који су, претежно, живели у подземним и надземним каменим земуницама које, захваљујући јединству народа, нису биле никада откривене. Група бораца Одреда је ручним бомбама извршила препад на италијанску официрску мензу у Солину 18. јануара 1942. Рањено је и убијено више италијанских олицира. Одред је осигуравао пунктове и канал који је крајем године успостављен из Сплита, преко Солина, ка Мосећу, Свилаји, Динари и Мосору, којим су пребацивани нови борци, материјал и храна и пролазиле везе између Покрајинског комитета који се налазио у Сплиту и слободне територије. По наређењу Штаба IV оперативне зоне Одред се у априлу пребацио у две групе на Динару (око 70 бораца) и ушао у састав Динарско—далматинског НОП одреда, док је део  бораца упућен у партизанске јединице око Ливна; крајем априла, на подручје солинског басена вратила се група бораца Одреда и као Солински летећи вод или Солинска летећа чета дејствовала све до капитулације Италије, изводећи мање акције, упадајући и у Солин и прихватајући нове борце и материјал из Сплита и суседних рејона, пребацујући га на слободну територију. Више пута су организовали становништво на рушењу комуникација, пруге, телефонско-телеграфскih линија и преношењу већих количина материјала. Солински НОП одред је осам месеци живео и борио се у солинском басену поред јаких окупационих снага које га нису могле, упркос свакодневним потерама, открити.